# 马尔科·托多罗维奇
马尔科·托多罗维奇（羅馬化：Marko Todorović，1992年4月19日—）為蒙特內哥羅男子籃球運動員，生於南斯拉夫社会主义联邦共和国波德戈里察，最後效力於台灣職業籃球大聯盟新北中信特攻。

## 早年生活
托多罗维奇小時候最初是踢足球，13歲時改打籃球。

## 職業生涯
2013年6月27日，托多罗维奇在2013年NBA选秀第45總順位位置獲得波特兰开拓者青睞。7月10日，拓荒者將他交易給了休士頓火箭，換取托马斯·罗宾逊。
2019年8月中国男子篮球职业联赛天津先行者宣布簽下托多罗维奇。2019-20賽季托多罗维奇代表天津先行者出賽24場，場均表現為22.7分、13.1籃板、3.5助攻、1.8抄截、1阻攻。2020年10月天津先行者宣布托多罗维奇重返球隊。2020-21賽季托多罗维奇場均可挹注29.7分、11.4籃板、3.9助攻、2.2抄截、1.4阻攻。2022年1月北京紫禁勇士宣布延攬托多罗维奇。2021-22賽季托多罗维奇總計替北京紫禁勇士出賽14場，場均貢獻9.6分、4.9籃板、2.4助攻、1.1抄截、0.7阻攻。2022年10月宁波火箭宣布托多罗维奇加盟球隊。
2025年2月25日，托多罗维奇加盟台灣職業籃球大聯盟新北中信特攻，中文登錄名為「馬可」。3月25日，托多罗维奇因個人家庭因素離隊。

## 外部連結
- 马尔科·托多罗维奇在fiba.basketball（英语）
- 马尔科·托多罗维奇在archive.fiba.com（存檔）（英语）
- 马尔科·托多罗维奇在歐洲籃球聯賽官網（英语）
- 马尔科·托多罗维奇在西班牙篮球甲级联赛官網（球員）（西班牙语）
- 马尔科·托多罗维奇在VTB聯賽官網（英语）
- 马尔科·托多罗维奇在中国男子篮球职业联赛官網
- 马尔科·托多罗维奇在台灣職業籃球大聯盟官網
- 马尔科·托多罗维奇在Basketball-Reference.com（NBA）（英语）
- 马尔科·托多罗维奇在Basketball-Reference.com（國際）（英语）
- 马尔科·托多罗维奇在Eurobasket.com（球員）（英语）
- 马尔科·托多罗维奇在Proballers（英语）
- 马尔科·托多罗维奇在RealGM（英语）
- 马尔科·托多罗维奇在中国篮球数据库